# Niko Luković
Niko Luković (Prčanj, 21. ožujka 1887.  - Kotor, 15. veljače 1970.), povjesničar i katolički svećenik iz Crne Gore, ispovjeditelj pobunjenih mornara u Boki kotorskoj, osuđenih na smrt.

Bio je utjecajni i cijenjeni svećenik koji su se bavio publicistikom, poviješću i političkim opredjeljenjima.

## Životopis
U Prčnju pohađao pučku školu, u Kotoru gimnaziju, a u Zadru je završio studij Bogoslovije 1910. godine. U prvom svjetskom ratu mobiliziran kao vojni svećenik i raspoređen u Trebinje i Kotor. Iskazivao je nemalu privrženosti ulasku u jugoslavensku zajednicu. Župnik u Prčnju, u Kotoru kanonik i katehet od 1935. godine. Sudionik antifašističke borbe u drugom svjetskom ratu. Poslije rata u politici. 1945. bio član Ustavotvorne skupštine. Zastupnik u Narodnoj skupštini Crne Gore od 1946. do 1954. godine. 
Bavio se poviješću Boke kotorske: pomorstva, kulturom i umjetnošću, djelovanjem Katoličke crkve na tome područje te pripadnošću Boke kotorske hrvatskom povijesnom i kulturnom korpusu. Lukovićeva bibliografija ima preko 150 naslova objavljenih u raznim časopisima, zbornicima i novinama. Objavio više knjiga i brošura (Postanak i razvitak trgovačke mornarice u Boki kotorskoj (1930), Zvijezda mora: štovanje Majke Božje u kotorskoj biskupiji (1931), Kotor u doba humanizma i renesanse (1933), Prčanj: historijsko-estetski prikaz (1937), Boka kotorska (1951), Blažena Ozana Kotorka (1965).) i niz članaka različitih tema. Istraživanja i povijesne rasprave objavio u zadarskoj novini Smotri dalmatinskoj i dr. Unutarnje uređenje župnja crkva u Prčnju duguje don Niki Lukoviću, a osobito se ističe zbirka od 20 zavjetnih slika prčanjskih jedrenjaka. Župna crkva Rođenja Blažene Djevice Marije (Bogorodičin hram) sadrži slike predstavnika venecijanske škole, dragocjene ikona, predmeta od srebra i zlata i drugih crkvenih dragocjenosti. Pored njih su djela poznatih kipara i slikara, Meštrovića, Tomanovića, Lubarde, Rosandića, Radauša, Milunovića, Stojanovića, Mitrića, Đuranovića i ostalih. U crkvi je službovao šezdeset godina. Pinakoteka samostana sv. Nikole u Prčnju zaslugom don Nike Lukovića ima uređenu zbirku portreta prčanjskih kapetana iz 18. i 19. stoljeća. Luković je važio kao čovjek široke kulture, avangardnih pogleda shvaćanja i poteza, neumorni propovjednik bratstva među narodima. Za rodnu Boku kotorsku koju je toliko proučavao zalagao se za njen razvoj i afirmiranje Boke kotorske kao turističkog odredišta i promidžbu njene bogate kulturno povjesne baštine.